# Kmetiopsis hymenaeae
Kmetiopsis hymenaeae är en svampart som beskrevs av Bat. & Peres 1960. Kmetiopsis hymenaeae ingår i släktet Kmetiopsis, divisionen sporsäcksvampar och riket svampar.   Inga underarter finns listade i Catalogue of Life.